# Rada (dopływ Sanu)
Rada – struga, lewy dopływ Sanu. Płynie w powiatach przemyskim i jarosławskim województwa podkarpackiego. Ma długość około 28,012 km, powierzchnia dorzecza około 140 km².
Jej źródła znajdują się u podnóża Góry Łysej między Ujkowicami i Maćkowicami. Po połączeniu z lewym dopływem Rudką w Zamojscach, płynie przez Skołoszów w kierunku północnym.
Uchodzi na pn. od centrum miasta Radymno do Sanu starym jego korytem.
W Skołoszowie i Radymnie znajdowały się na rzece niewielkie zapory, które zostały zniszczone przez powodzie. W Zabłotcach, Zamojscach, Skołoszowie i Radymnie były młyny wodne. U ujścia Rady do Sanu znalazły sobie siedlisko bobry.
Lewy dopływ: Rudka – długości 14,46 km.
Miejscowości położone nad Radą:
- Maćkowice,
- Ujkowice,
- Orzechowce,
- Hnatkowice,
- Wacławice,
- Drohojów,
- Zabłotce,
- Zamojsce,
- Skołoszów,
- Radymno.